# Wahl, Luxemburg
Wahl är en kommun i Luxemburg.   Den ligger i kantonen Canton de Redange och distriktet Diekirch, i den nordvästra delen av landet, 30 kilometer nordväst om huvudstaden Luxemburg. Antalet invånare är 921. Arean är 19,7 kvadratkilometer. Wahl gränsar till Rambrouch och Préizerdaul. 
Terrängen i Wahl är lite kuperad.

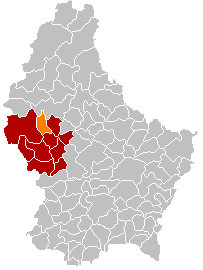
Wahl markerad med orange i karta över Luxemburg

Omgivningarna runt Wahl är en mosaik av jordbruksmark och naturlig växtlighet. Runt Wahl är det ganska tätbefolkat, med 60 invånare per kvadratkilometer.